# Eudorylas sauteri
Eudorylas sauteri är en tvåvingeart som först beskrevs av Kertesz 1907.  Eudorylas sauteri ingår i släktet Eudorylas och familjen ögonflugor.
Artens utbredningsområde är Taiwan. Inga underarter finns listade i Catalogue of Life.